# Sukiennice Hills
Die Sukiennice Hills (polnisch Wzgórza Sukiennic) sind eine Gruppe aus bis zu 100 m hohe Hügeln auf King George Island im Archipel der Südlichen Shetlandinseln. Sie ragen zwischen dem Lions Rump und dem Polonia-Piedmont-Gletscher an der King George Bay auf.
Polnische Wissenschaftler benannten sie 1980 nach den Krakauer Tuchhallen.